# Nortex

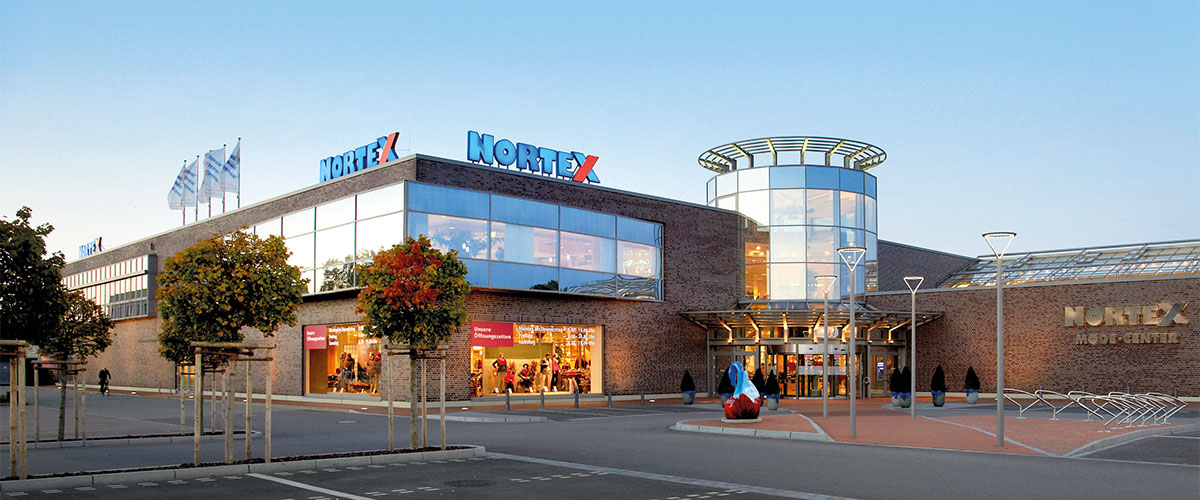
Das Nortex-Gebäude seit 1997

Nortex ist ein Textil-Handelsunternehmen mit Sitz in Neumünster.

## Geschichte
Im Alter von 28 Jahren gründete der Kaufmann Richard Ohlhoff 1937 im Hamburger Südseehaus das Unternehmen „Norddeutsche Textilhandelsgesellschaft“, kurz Nortex, in der Form einer Offenen Handelsgesellschaft. An zunächst 50 Nähmaschinen wurden dort vor allem „hamburgische Marine-Klapphosen“ und Berufskleidung hergestellt. Der Zweite Weltkrieg begrenzte zeitweise die Produktion, dennoch wuchs die Zahl der Mitarbeitenden bis 1942 auf 100 Personen. 1943 zerstörten Bomben den Standort in Hamburg (Operation Gomorrha).

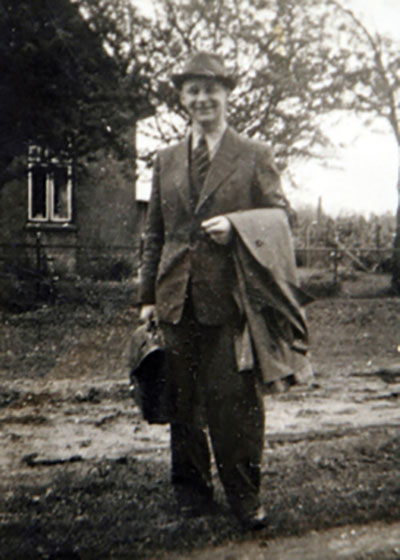
Richard Ohlhoff, Gründer der Norddeutsche Textilhandelsgesellschaft, kurz Nortex, 1937 in Hamburg

Richard Ohlhoff baute den Betrieb in Bad Bramstedt wieder auf und errichtete aufgrund einer steigenden Nachfrage ab 1947 und in den folgenden Jahren Zweigwerke in Neumünster, Kaltenkirchen, Bad Segeberg, Flensburg und Itzehoe. Anzüge, Freizeit- und Oberhemden, Hosen, Joppen, Mäntel und Sakkos kamen zum Warensortiment hinzu. In dieser Zeit arbeiteten bis zu 1100 Menschen bei Nortex, der Umsatz lag bei bis zu 30 Millionen D-Mark.

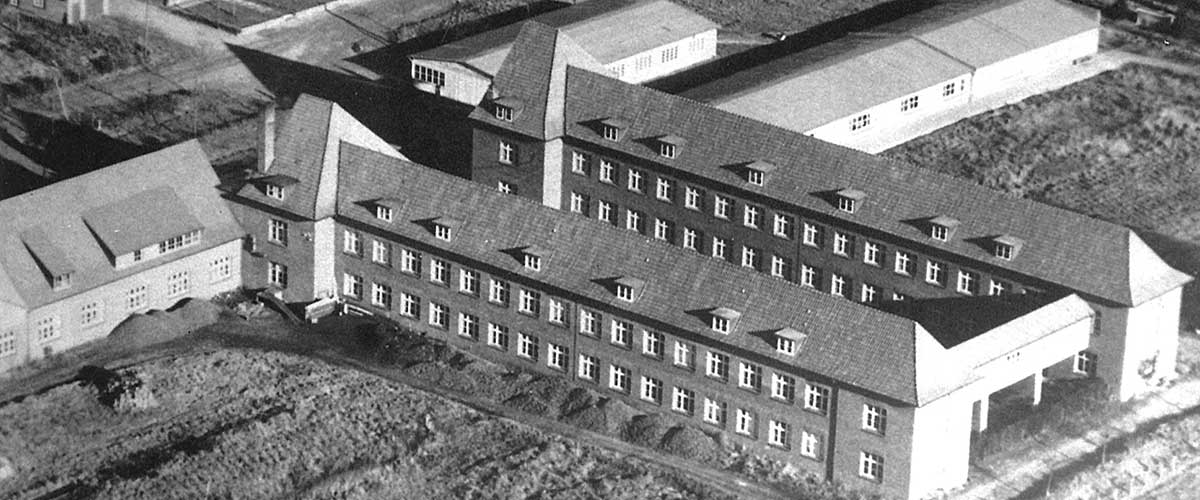
Das Nortex-Betriebsgebäude in Bad Bramstedt

1960 wurde die Herrenkleiderfabrik aus dem Stammwerk ausgegliedert und in Neumünster am Grünen Weg, dem jetzigen Unternehmensstandort, neu gegründet. Zum 25-jährigen Firmenjubiläum ergänzte Richard Ohlhoff die Produktion von Textilien um deren Verkauf in bundesweit 30 eigens errichteten Einzelhandelsgeschäften.
Zwischen 1966 und 1969 wurden die Zweigwerke wieder aufgelöst und 1970 der Stammsitz von Bad Bramstedt nach Neumünster verlagert. Grund dafür war unter anderem, dass Nortex als Fertigungsbetrieb durch die Importe aus asiatischen Ländern wirtschaftlich unter Druck geriet. In Neumünster waren 400 Mitarbeiter beschäftigt, täglich wurden zwischen 10.000 und 14.000 Hemden verkauft.
1974 nahm Nortex den Einzelhandel mit Markenmode und Sondergrößen auf. Bis 1977 stellte das Unternehmen die eigene Produktion komplett ein und wurde zur GmbH und Co.KG umgewandelt. Mit dem auf 4800 Quadratmeter ausgebauten Stammgeschäft im Grünen Weg und neuen Filialen in Neumünster und Kiel entwickelte sich der Betrieb zum größten Anbieter internationaler Markenmode in Schleswig-Holstein. Im Jahr 1980 wurde Dieter Ohlhoff, Neffe des Firmengründers und seit 1965 bei Nortex tätig, in die Geschäftsführung aufgenommen.
Das 50-jährige Unternehmensjubiläum wurde 1987 aufwändig gefeiert – mit Modenschauen und prominenten Stars wie Senta Berger, Cindy und Bert, Roland Kaiser und Karel Gott. Zwei Jahre später übergab Richard Ohlhoff den Betrieb an vier Mitglieder seiner Familie. Dieter Ohlhoff wurde geschäftsführender Gesellschafter.
Die stark zunehmende Konkurrenz durch Einkaufszentren „auf der grünen Wiese“ führte dazu, dass Nortex am Standort Grüner Weg in Neumünster einen Neubau errichtete. 1997 wurde das neue Mode-Center mit einer Verkaufsfläche von 10.000 Quadratmetern eingeweiht. Seit 2006 stellt sich Nortex der Herausforderung mehrerer großer Mitbewerber in der Umgebung. Zugleich wird eine Erweiterung des Sortiments und der Verkaufsfläche angestrebt.
2017 beschäftigte das Mode-Center 250 Mitarbeiter, darunter viele, die seit zwanzig und mehr Jahren dort angestellt waren. Pro Jahr werden bei Nortex 600.000 Bekleidungsteile ausgezeichnet, 25.000 Teile im Änderungsatelier angepasst, im Cafe-Bistro 60.000 Mittagessen gekocht und 150.000 Mal im Jahr an der Kasse kassiert.

## Gastronomie
Das Café-Bistro bei Nortex bietet 250 Sitzplätze. Dort sind Frühstücksbuffet, Mittagsmenüs etc. erhältlich. Als Besonderheit werden typische, teils selten gewordene Gerichte aus Schleswig-Holstein angeboten.